# نمط ظاهري (طب سريري)
في علم تصنيف الأمراض، يمكن استخدام مصطلح النمط الظاهري في الطب السريري للحديث عن ظهور المرض.المفهوم التكميلي في هذا الصدد هو النمط الداخلي، الذي يشير إلى التسبب في المرض متجاهلاً ظهوره. فالنمط الداخلي هو نوع فرعي من حالة المرض، والذي يتم تحديده من خلال آلية فيزيولوجية مرضية متميزة. يختلف النمط الداخلي للمرض بشكل واضح عن النمط الظاهري للمرض الذي يحدد أي خاصية يمكن ملاحظتها للمرض دون أي تأثير على الآلية.
في هذا السياق، النمط الظاهري هو أي خاصية أو سمة يمكن ملاحظتها لمرض ما، مثل الشكل أو التطور أو الخصائص البيوكيميائية أو الفسيولوجية أو السلوك، دون أي تأثير على الآلية. النمط الظاهري السريري هو ظهور المرض لدى فرد معين.
بعض المنظمات لها معنى متخصص خاص بها. على سبيل المثال، مصطلح "النمط الظاهري" في مجال مرض الانسداد الرئوي المزمن (COPD) يعني "مفردة أو مجموعة من سمات المرض التي تصف الاختلافات بين الأفراد المصابين بمرض الانسداد الرئوي المزمن من حيث صلتها بنتائج ذات معنى سريريًا"، ولكن جميعها تقريبًا وتستخدم التخصصات هذا المعنى بطريقةٍ ما، كما هو الحال في أبحاث الربو.